# Крушево-Випихи
Крушево-Випихи (пол. Kruszewo-Wypychy) — село в Польщі, у гміні Соколи Високомазовецького повіту Підляського воєводства.
Населення — 110 осіб (2011).
У 1975-1998 роках село належало до Ломжинського воєводства.

## Демографія
Демографічна структура станом на 31 березня 2011 року:
|          | Загалом | Допрацездатний вік | Працездатний вік | Постпрацездатний вік |
| -------- | ------- | ------------------ | ---------------- | -------------------- |
| Чоловіки | 53      | 14                 | 36               | 3                    |
| Жінки    | 57      | 7                  | 33               | 17                   |
| Разом    | 110     | 21                 | 69               | 20                   |